# Memecylon arnhemense
Memecylon arnhemense är en tvåhjärtbladig växtart som beskrevs av Whiffin. Memecylon arnhemense ingår i släktet Memecylon och familjen Melastomataceae. Inga underarter finns listade i Catalogue of Life.